# Isaac Lyon Goldsmid
Pour les articles homonymes, voir Goldsmid.
Sir Isaac Lyon Goldsmid (13 janvier 1778, Londres - 27 avril 1859), 1er baronnet (en), baron da Palmeira (titre portugais), est un banquier britannique.

## Biographie
D'une famille de banquiers (en), il débute avec une entreprise de courtiers en lingots à la Banque d'Angleterre et de l'East India Company, et amasse rapidement une importante fortune.
Il prend part à la création de l'University College of London. 
Il joua un rôle prépondérant dans l'émancipation des juifs du Royaume-Uni. Il devient le premier baronnet juif non converti au christianisme du royaume en 1841.
En 1846, il est créé Baron da Palmeira par le roi de Portugal pour les services qu'il a rendu lors du réglement d'un différend monétaire entre le Portugal et le Brésil.
Il acquiert Somerhill House en 1849.
Marié à sa cousine, il est le père de Sir Francis Goldsmid.

## Sources
- Encyclopædia Britannica, 1911